# Václav Vašut
Václav Vašut ist ein ehemaliger tschechoslowakischer Skispringer.

## Werdegang
Vašut bestritt mit der Vierschanzentournee 1955/56. Dabei trat er jedoch bei den ersten drei Springen in Oberstdorf, Garmisch-Partenkirchen und Innsbruck nicht an. Erst nachdem das Abschlussspringen wegen Schneemangels von Bischofshofen nach Hallein auf die Zinkenschanze verlegt wurde, rutschte er in den tschechoslowakischen Kader. Dort sprang er auf einen sehr guten 12. Platz und erreichte damit 207,5 Punkte, was in der Gesamtwertung den 36. Platz für Vašut bedeutete.

## Erfolge

### Vierschanzentournee-Platzierungen
| Saison  | Platz | Punkte |
| ------- | ----- | ------ |
| 1955/56 | 36.   | 207,5  |